# Heike Johanna Mierau
Heike Johanna Mierau ist eine deutsche Historikerin.
Mierau studierte Geschichte und Latein in Göttingen und Freiburg. Sie wurde 1997 bei Wolfgang Petke in Göttingen über die mittelalterliche Pfarrseelsorge in Salzburg und Passau promoviert. Im Jahr 2002 habilitierte sie sich an der Westfälischen Wilhelms-Universität Münster. 
Sie lehrte mittelalterliche Geschichte mit den Schwerpunkten Kaiser- und Papstgeschichte sowie kirchliche Sozialgeschichte an der Friedrich-Alexander-Universität Erlangen-Nürnberg. Sie war zudem am Lehrstuhl für mittelalterliche Geschichte und historische Hilfswissenschaften die Lehrstuhlvertretung von Klaus Herbers. Seit dem Wintersemester 2019/20 ist sie nicht mehr an der Friedrich-Alexander-Universität Erlangen-Nürnberg tätig.
Sie verfasste mehrere Einträge des Biographisch-bibliographischen Kirchenlexikons.

## Veröffentlichungen
- Vita communis und Pfarrseelsorge. Studien zu den Diözesen Salzburg und Passau im Hoch- und Spätmittelalter (= Forschungen zur kirchlichen Rechtsgeschichte und zum Kirchenrecht. Bd. 21). Böhlau, Köln u. a. 1993, ISBN 978-3-412-03296-8.
- mit Antje Sander-Berke und Birgit Studt: Studien zur Überlieferung der Flores temporum (= Monumenta Germaniae historica. Studien und Texte. Bd. 14). Hahn, Hannover 1996, ISBN 3-7752-5414-5.
- mit Stefan Esders: Der althochdeutsche Klerikereid. Bischöfliche Diözesangewalt, kirchliches Benefizialwesen und volkssprachliche Rechtspraxis im frühmittelalterlichen Baiern (= Monumenta Germaniae historica. Studien und Texte. Bd. 28). Hahn, Hannover 2000, ISBN 978-3-7752-5728-2.
- Kaiser und Papst im Mittelalter. Böhlau, Köln u. a. 2010, ISBN 978-3-412-20551-5.